# Por-Bajyn
Por-Bajyn (en touvain Por-Bajyn, signifiant « maison d'argile », en russe : Пор-Бажын, Por-Bajine) est le site d'une ancienne forteresse sur une île du lac Téré, dans la kojuun du Téré-Khol, à Touva (Russie).

## Histoire

### Khagant Ouïghour

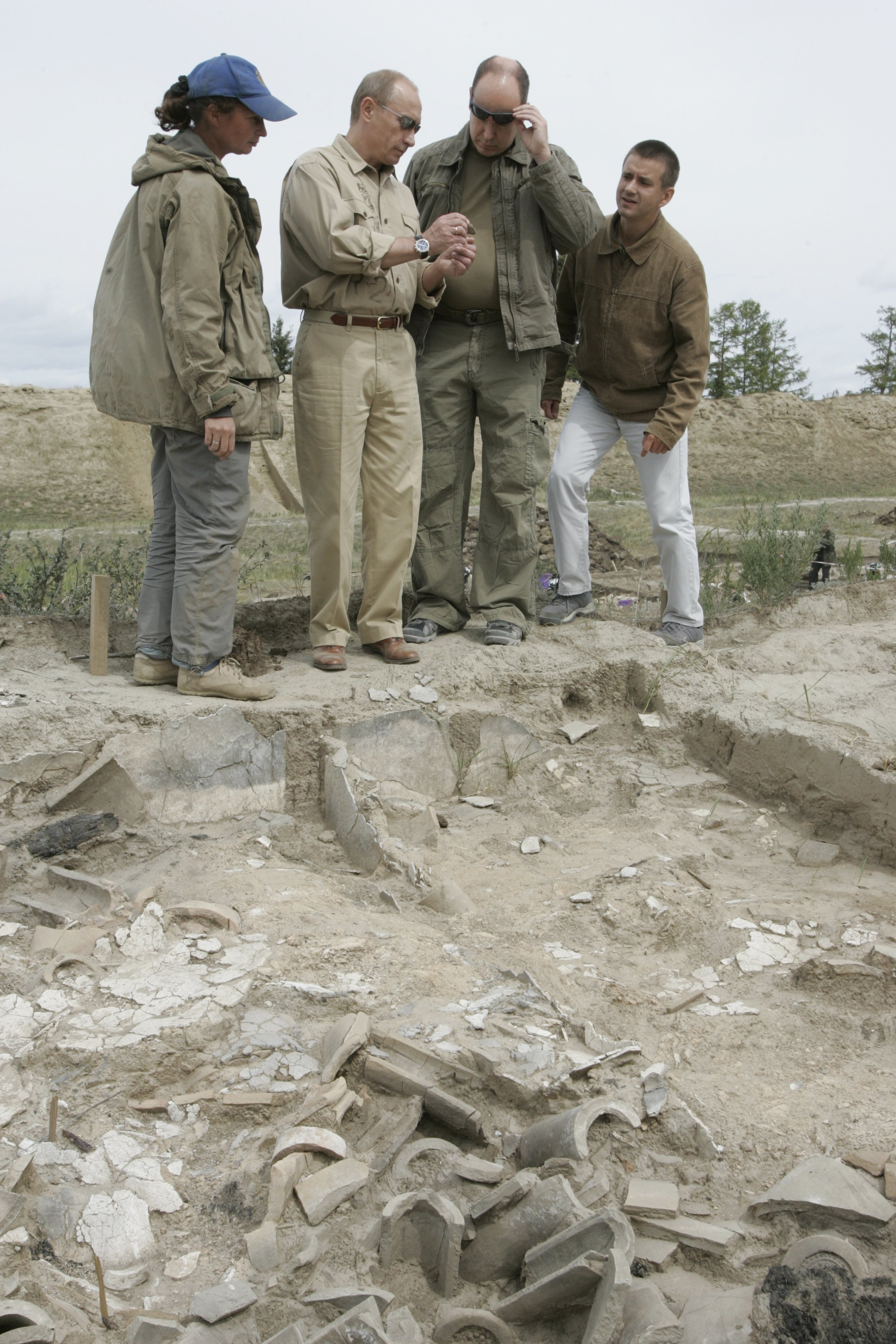
Vladimir Poutine et Albert II, août 2007.

La construction de la forteresse a commencé à l'été 777 (la date a été établie par dendrochronologie grâce à l'événement de Miyake de 775) pendant le Khaganat Ouïghour (744 - 840) sous le règne de Bögü khagan .
Une analyse des anciens monuments runiques ouïghours de Mongolie montre que le siège d'été occidental des Ouïghours Khagans Kasar-Kurug qui y sont mentionnés, qui existait en 750-760, était situé sur le territoire de Touva près du bassin de la rivière Tes sur le site de Por-Bajyn.
La forteresse de Por-Bazhyn avec le complexe du palais a été construite sur ordre de Bayan-chor khan lors d'une campagne militaire contre les tribus turques Tchik en 750. Peu de temps après la construction de la forteresse, un incendie s'est déclaré. Dans l'une des petites pièces sous le plancher, un trésor de 58 moules de fer a été trouvé, à partir desquels des armes ont été forgées.

### Découvertes et fouilles

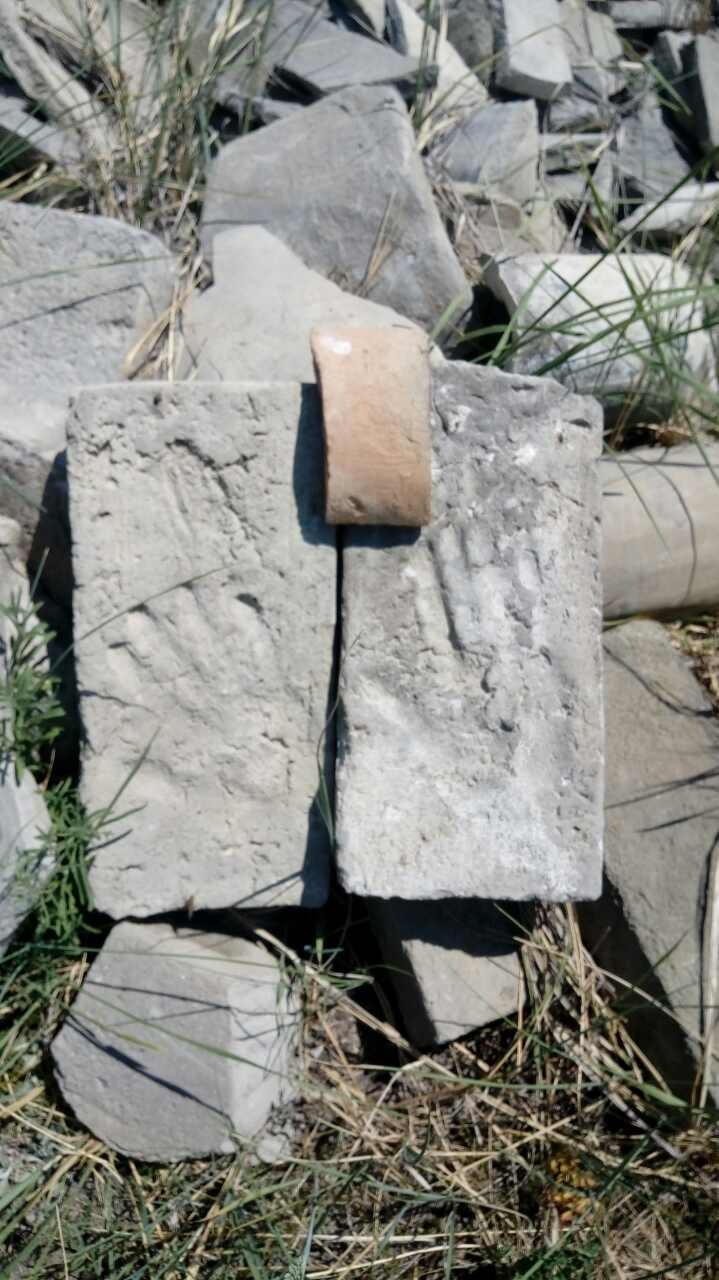
Briques anciennes parmi les ruines de la forteresse de Por-Bajyn.

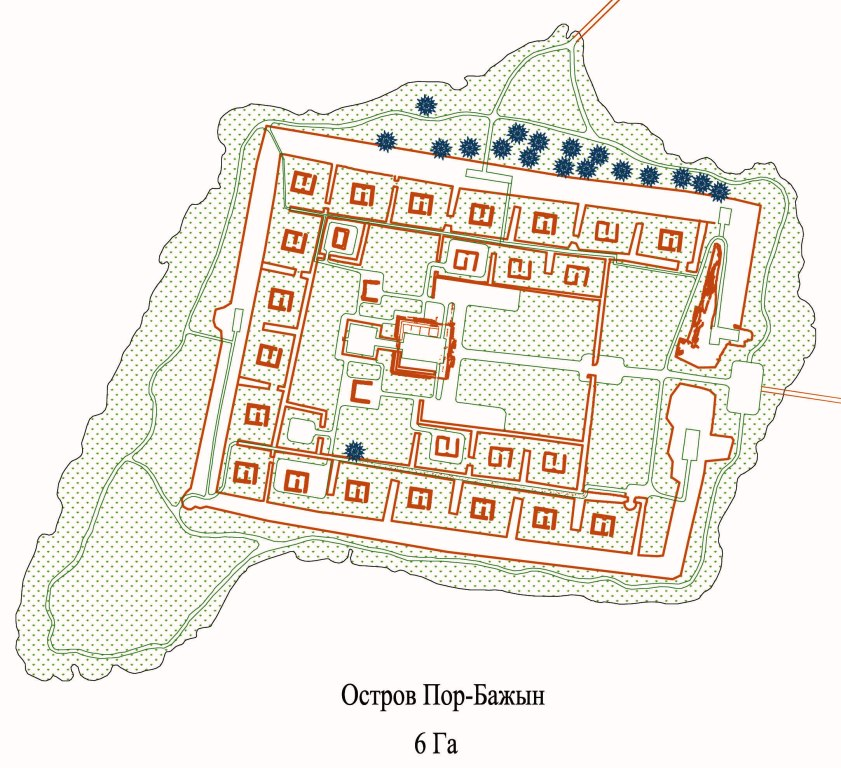
Plan du site

Les ruines de la forteresse ont été découvertes en 1891 par D. A. Klements, un ethnologue du musée des traditions locales de Minoussinsk. En 1957-1963, une expédition archéologique a été organisée sur l'île, dirigée par le professeur de l'Institut d'ethnologie et d'anthropologie de l'Académie russe des sciences Sevyan Vainshtein . 
En 1995, sur la base du décret du président de la fédération de Russie du 20 février 1995 n°176  , le monument a acquis le statut de monument d'importance fédérale sous le nom de «ancienne forteresse ouïghoure Porbajine», VIII -IX siècles. de notre ère »
En 2004, le gouvernement de Touva a adopté un programme pour le développement de la culture de Touva pour 2005-2010, dans le cadre duquel il était prévu de créer un musée Por-Bajine.
Le 1er juin 2007, sous les auspices du ministère russe des Situations d'urgences, une expédition archéologique a commencé les travaux à Por-Bazhyn, au cours de laquelle une tentative a été faite pour restaurer la construction du temple. L'expédition, en plus des archéologues et des employés du ministère des Situations d'urgence, est suivie par des étudiants de diverses universités de Russie.
Le camp archéologique et l'île sur laquelle se trouve la forteresse sont reliés par un pont sur pilotis. Sa longueur est de 1,3 kilomètre. Le camp est doté en permanence de 38 techniciens et de 21 équipements auxiliaires.
Le 13 août 2007, le président russe Vladimir Poutine et le prince Albert II de Monaco ont visité le site.

Por-Bajyn est devenu connu dans tout le pays grâce aux efforts de Sergueï Choïgou. Pour l'expédition archéologique sur les ruines de l'ancienne forteresse ouïghoure, la Fondation culturelle "Forteresse de Por-Bajyn" a été créée. Son président est la femme d'affaires et politique Marina Ignatova (ru). 

## Caractéristiques
La forteresse a la forme d'un rectangle avec une disposition interne claire, qui comprend une structure centrale et un système de cours avec de petits bâtiments au centre le long du périmètre intérieur des murs. Au centre du mur oriental, il y avait des portes avec des tours fortifiées.
La forteresse s'étend d'ouest en est sur 211 mètres, du nord au sud - sur 158 mètres, la superficie totale de la forteresse est de 3,3 hectares, la hauteur des murs peut atteindre 9,5 mètres. 
Le complexe avec une structure labyrinthique de murs intérieurs occupe presque toute la surface de l'île sur laquelle il se trouve. Il culmine aujourd'hui à 12 mètres de hauteur. L'épaisseur des murs extérieurs est supérieure à 10 mètres. Les bâtiments sont construits en briques en terre crue. 
La forteresse est relativement bien conservée en raison de son emplacement inaccessible et de son éloignement des voies de transport. Les seuls moyens d'y accéder sont par la voie aérienne ou en véhicule tout-terrain pendant la période sèche.